# Elaeagnus fasciculata
Elaeagnus fasciculata là một loài thực vật có hoa trong họ Elaeagnaceae. Loài này được Griff. mô tả khoa học đầu tiên năm 1854.